# الموافقة الجنسية في القانون
تلعب الموافقة الجنسية دورًا مهمًا في القوانين المتعلقة بالاغتصاب، والاعتداء الجنسي، وأشكال العنف الجنسي الأخرى. قد يكون تحديد ما إذا كانت الضحية المزعومة قد أعطت موافقتها بحرية، وما إذا كان الشخص يُعتبر قادرًا قانونيًا على إعطاء الموافقة، هو العامل الحاسم في المحاكم، لإدانة الجاني المتهم بتهمة الاغتصاب أو الاعتداء الجنسي أو أي شكل آخر من سوء السلوك الجنسي.
على الرغم من أن العديد من التشريعات القضائية لا تحدد صراحةً ما تعنيه الموافقة الجنسية، إلا أن جميعها تقريبًا قد وضعت سنًّا قانونية للموافقة على الجنس (سن القبول)، بحيث يُعتبر الأطفال دون هذا السن غير قادرين قانونيًا على الموافقة على النشاط الجنسي، مما يجعل أي علاقة معهم اغتصابًا قانونيًا (راجع القوانين المتعلقة بالاعتداء الجنسي على الأطفال). كما أن العديد من القوانين تحدد شروطًا تجعل البالغين غير قادرين على إعطاء الموافقة، مثل النوم أو فقدان الوعي، أو التأثير بالمخدرات أو الكحول، أو الإعاقة الجسدية أو العقلية، أو التعرض للخداع بشأن طبيعة الفعل الجنسي أو هوية الجاني (مثل الاغتصاب بالخداع).
هناك خلافات قانونية حول ما إذا كان ينبغي أن تستند قوانين الاغتصاب، بالنسبة للبالغين القادرين على إعطاء الموافقة، إلى عدم منحهم الموافقة صراحةً أم إلى تعرضهم للإكراه أو التهديد لإجبارهم على ممارسة الجنس. بعض القوانين تنص على أن الأفراد القادرين على الموافقة يُفترض ضمنًا أنهم يوافقون على الجنس ما لم يثبت العكس (الموافقة الضمنية)، بينما تؤكد قوانين أخرى أن الموافقة يجب أن تكون صريحة ومبنية على الإرادة الحرة للفرد (الموافقة الإيجابية أو الحرة).
في العقدين الأخيرين (2000s و2010s)، شهدت العديد من التشريعات تحولًا نحو قوانين تستند إلى الموافقة الصريحة، حيث يُنظر إليها على أنها توفر حماية قانونية أفضل للضحايا المحتملين للعنف الجنسي.

## القوانين القائمة على الإكراه مقابل القوانين القائمة على الموافقة
النظرية القانونية تميز بين نموذجين رئيسيين في التشريعات المتعلقة بالاغتصاب وأشكال العنف الجنسي الأخرى:
- النموذج القائم على الإكراه: يشترط أن يكون الفعل الجنسي قد تم بالإكراه أو العنف أو التهديد باستخدام القوة الجسدية حتى يُعتبر اغتصابًا.[1]
- النموذج القائم على الموافقة: يشترط أن يكون هناك فعل جنسي لم يوافق عليه الطرف الآخر حتى يُعتبر اغتصابًا.[1]

الميزة الأساسية لهذا النموذج أنه يحد من احتمالية توجيه اتهامات كاذبة بالاغتصاب أو الاعتداء الجنسي، مما يوفر حماية قانونية واجتماعية للأفراد الأبرياء. يعود هذا المنطق القانوني إلى القرن الثامن عشر، حيث كان يُنظر إلى الجنس على أنه مسألة خاصة لا ينبغي للدولة والمجتمع التدخل فيها، وكان القلق بشأن العنف الجنسي يقتصر غالبًا على الاغتصاب الذكوري للإناث، والذي كان يُعتبر اعتداءً على الأخلاق العامة وضررًا يلحق بعائلة الضحية، سواء كان والدها أو زوجها أو ولي أمرها.
في العقود الأخيرة، شهدت التشريعات تحولًا جذريًا في كيفية التعامل مع العنف الجنسي، حيث أصبح التركيز على الاستقلالية الجنسية للأفراد. لم يعد مفهوم العنف الجنسي مقتصرًا على الإيلاج القسري فقط، بل توسع ليشمل جميع أشكال الاعتداءات الجنسية. كما أصبحت جميع الفئات، بما في ذلك الذكور والإناث والأشخاص من جميع الهويات الجندرية، مشمولة بالحماية القانونية.
لم يعد المجرم يُصوَّر دائمًا على أنه غريب عن الضحية، بل قد يكون شريكًا حميمًا أو حتى الزوج نفسه. ومع هذا التغيير، أصبحت المواقف الاجتماعية والقانونية أكثر تدخلًا لصالح الضحايا، حيث تطالب المجتمعات والدول باتخاذ إجراءات أكثر حزمًا لمكافحة العنف الجنسي وضمان تحقيق العدالة.
تعرّض النموذج القائم على الإكراه لانتقادات متزايدة من قبل الأفراد ومنظمات حقوق الإنسان لأسباب متعددة، مثل اشتراط أن يقاوم الضحية الاعتداء بنشاط (مما يؤدي إلى إهمال الحالات التي يكون فيها الضحايا فاقدي الوعي، أو تحت تأثير الكحول، أو نائمين، أو يعانون من شلل لا إرادي – يُعرف أيضًا بـ««التجمّد» – بسبب الخوف أو أي حالة من العجز، وبالتالي غير قادرين على مقاومة الاعتداء)، أو عدم ارتداء أنواع معينة من الملابس حتى لا «يستفزون» الاعتداء (مما يؤدي إلى نقل مسؤولية الجريمة من الجاني إلى الضحية)، أو التركيز على العنف الجسدي (وبالتالي الفشل في مراعاة أن الجاني في بعض الحالات لا يحتاج إلى استخدام العنف الجسدي لتنفيذ الاعتداء، كما في حالة فقدان الضحية للوعي أو شلله لا إراديًا؛ بالإضافة إلى الفشل في الاعتراف بالأذى النفسي والعاطفي الناتج عن الاغتصاب والاعتداء). وقد تم الترويج للنموذج القائم على الموافقة كبديل أفضل لتعزيز الحماية القانونية للضحايا، وإلقاء مسؤولية أكبر على الجناة المحتملين للتحقق بنشاط مما إذا كان الضحية المحتملة توافق على ممارسة الجنس أم لا، والامتناع عنه ما لم يتم الحصول على موافقة واضحة.
في المقابل، صرح الباحث القانوني جيد روبنفلد في مراجعة في عام 2013 بأن قوانين الاغتصاب تهدف إلى حماية الاستقلالية الجنسية، ومع ذلك، فإن الشيء الوحيد الذي يمكن أن ينتهك استقلالية الفرد هو الإكراه أو التهديدات أو استغلال حالة العجز. ووفقًا لروبنفلد (مستشهدًا بقضية كومنولث بنسلفانيا ضد بيركوفيتز عام 1994)، فإن أي موقف غير توافقي يمكن حله بمجرد الوقوف ومغادرة المكان، حيث اعتبر أن شلل الاغتصاب غير موجود.:67–68 أما في القانون المدني، فتُعتبر الموافقة غير صالحة إذا تم الحصول عليها عن طريق الخداع. ومع ذلك، فإن قوانين الاغتصاب القائمة على الموافقة لا تتطلب عمومًا من أي من الشريكين الجنسيين أن يكون صادقًا قبل الحصول على الموافقة. وإذا كان من الممكن الحصول على الموافقة الجنسية من خلال الكذب أو حجب المعلومات، فإن استقلالية الشريك تكون قد انتُهِكت.

## المعايير الدولية والتعريفات والاجتهادات القانونية
بدأ يتبلور إجماع في القانون الدولي يفضل النموذج القائم على الموافقة، منذ عام 2018، مدفوعًا بتوصيات لجنة القضاء على جميع أشكال التمييز ضد المرأة (CEDAW)، ودليل الأمم المتحدة للتشريعات المتعلقة بالعنف ضد المرأة، إضافة إلى توجهات المحكمة الجنائية الدولية واتفاقية إسطنبول. ومع ذلك، لا تزال هناك فجوة على الصعيد الدولي فيما يتعلق بوضع تعريفات قانونية موحدة للموافقة الجنسية، حيث تفتقر صكوك حقوق الإنسان الدولية إلى تعريفات واضحة ومحددة لهذا المفهوم.